# Dysphania spectabilis
Dysphania spectabilis là một loài bướm đêm trong họ Geometridae.